# Nemes László (zenetanár)
Nemes László (Pápa, 1936. szeptember 21. –) gordonkatanár, igazgató, karmester, tanulmányi igazgató, címzetes igazgató, tiszteletbeli elnök. Több zenei szervezet, intézmény és együttes létrehozója, megalapítója.

## Családja
Felesége: Szabó Katalin, gyermekek: Krisztina 1968, Ildikó 1970

## Tanulmányok

### Általános tanulmányok
- 1943-1944 Sárvári elemi iskola
- 1945-1947 Pápai elemi iskola
- 1947-1948 Pápai Bencés Gimnázium
- 1948-1951 I. számú Általános Iskola, Pápa
- 1951-1955 Türr István Gimnázium és Kollégium, Pápa

### Zenei tanulmányok
- 1949-1955 Bartók Béla Zeneiskola, Pápa
- 1955-1958 Győri Zenei Konzervatórium, gordonka szak
- 1958-1961 Győri Zeneművészeti Szakiskola, Tanárképző tagozat, gordonka-szolfézs szak
- 1972 Népművészeti Intézet, karmesterképzés
- 2001 Művészetoktatási szakértő továbbképzés
- 2006 OM Pedagógus továbbképzések

## Munkahelyek
- 1955-1962 Pápai Bartók Béla Zeneiskola, gordonka tanár
- 1955-1962 Közgazdasági Technikum Leánykórusának és a Türr István Gimnázium Ifjúsági Zenekarának karnagya
- 1956-1964 Győri Filharmonikus Zenekar, zenekari művész, gordonka
- 1962-1964 Győri Liszt Ferenc Zeneiskola, tanár
- 1964-1970 BM Duna Szimfonikus Zenekar, zenekari művész
- 1965-1970 Fővárosi Zeneiskola Szervezet 6. körzeti (Budafoki tagiskola) Zeneiskola, gordonka tanár; az oktatás beindítása, megszervezése Budafokon
- 1966-1969 Szegedi Szabadtéri Játékok Zenekara, zenekari művész
- 1965-1970 Budafoki Ifjú Zenebarátok Klubjának vezetése
- 1965-1970 Zeneiskolai Zenekar szervezése, vezetése
- 1970 XXII. kerületi Zeneiskola megalapítása
- 1970-1999 XXII. kerületi Zeneiskola, igazgató (1992 Nádasdy Kálmán Zeneiskola, 1996 Nádasdy Kálmán Művészeti és Általános Iskola)
- 1970- mai napig XXII. kerületi Zeneiskola, gordonka- és kamarazene tanár
- 1975 Budafoki Ifjúsági Zenekar megalapítása
- 1975-1985 Budafoki Ifjúsági Vonószenekar vezetése, karnagy
- 1985-1993 Dohnányi Szimfonikus Zenekar, karnagy (1987-től Budafoki Dohnányi Ernő Szimfonikus Zenekar)
- 1993-2000 Budafoki Dohnányi Ernő Szimfonikus Zenekar, alapító igazgató
- 1980-1986 Országos Pedagógiai Intézet, szakközépiskolai referens
- 1990 Magyar Zene- és Művészeti Iskolák Szövetsége alapítása
- 1990-2002 Magyar Zene- és Művészeti Iskolák Szövetsége, elnök
- 1999-2000 Budapesti Fesztiválzenekar, ügyvezető igazgató
- 1993 Mozart Ifjúsági Iskolai Zenekar megalapítása
- 1993-2000 Mozart Ifjúsági Iskolai Zenekar, művészeti vezető
- 2001-2013 Kőbányai Művészeti Szakiskola, tanulmányi igazgató

## Életpálya

### Pedagógus
Nemes László zenepedagógiai pályája 1955-ben indult a Pápai zeneiskolában, ahová rögtön a konzervatórium elvégzése után hívták vissza gordonka tanárnak. Az 1957-1958-as tanévben zenetanári kinevezést kapott az iskolában. Nagy hangsúlyt fektetett a tanulók zenei nevelésére, hogy a hangszeres tanuláson keresztül a tanulók zeneértővé, hangverseny látogatókká váljanak. Tanulói részére rendszeres hangverseny látogatást szervezett Győrbe, a Győri Filharmonikus Zenekar koncertjeire. Négy tanéven keresztül száz-száz diákot utaztatott Pápáról a budapesti Állami Operaház vasárnapi ifjúsági előadásaira az Erkel Színházba.
1962-től 1964-ig a Győri Liszt Ferenc Zeneiskola tanára volt.
1964-től a Fővárosi Zeneiskolai Szervezet 6. számú körzeti zeneiskolához tartozó budafoki kihelyezett tagozaton folytatta tanári tevékenységét. 1970-től a Budafoki Zeneiskola alapító igazgatója, és mind a mai napig tanára.

### Karmester, karnagy
1975-től karnagyként vezette a Budafoki Ifjúsági Zenekart, amely 1984-ben a Bécsi Zenekari Világversenyen vonószenekari kategóriában első díjat kapott, majd az összkategóriai versenyen elnyerte a verseny nagydíját. A zenekar 1985-ben szimfonikus zenekarrá alakult, 1987-ben felvette Dohnányi Ernő nevét és 1993-ban hivatásos együttessé vált, melynek első igazgatója Nemes László lett.

### Művész
1956-tól 1964-ig félhivatásos Győri Filharmonikus Zenekarban játszott gordonka művészként. 1964-től 1970-ig a BM Duna Szimfonikus Zenekar művésze volt.

### Szervezői, alapítói tevékenysége

#### Zenei együttesek
1960 és 1962 között a Türr István Gimnáziumban a zenét tanuló gimnazista tanulókból vonószenekart, a Közgazdasági Technikum tanulóiból hatvanfős kórust szervezett. Mindkét együttessel az 1962. évi Helikon Középiskolás Művészeti Diákfesztiválon aranyérmet ért el a nagyhírű együttesek között.
1962-ben, Győrben a csellista tanítványaiból kamaraegyüttest szervezett, akik 1963-ban kiváló helyezést értek el a Szombathelyi Kamarazene Versenyen. Ugyanitt a zeneiskola tanáraiból vonós kamarazenekart szervezett.
1964-től a budafoki zeneiskolában gyermekzenekart alapított.
1970-től megalapította a Budafoki Ifjúsági Kamarazenekart, létrejött a Budafoki Kórus valamint az iskolai fúvószenekar.

#### Hangversenyélet
A pápai évek alatt Nemes részt vett a város hangversenyéletének szervezésében is, ő maga évente évfolyamtársaival, muzsikus barátaival önálló koncerteket, kamaraesteket adott. Megszervezte Perényi Miklós gordonkaművész csodagyermekként történő pápai bemutatkozását 1959-ben, és Lehotka Gábor akkori orgonaszakos zeneakadémia hallgató első zenekari kíséretes hangversenyét.
A győri évek alatt Magyarországon az elsők között beindította a múzeumi koncerteket a Xantus János Múzeumban.
1964-től Budafokon tanári hangversenyeket szervezett.

#### Oktatás
1964-ben a Fővárosi Zeneiskolai Szervezet 6. számú körzeti zeneiskolához tartozó budafoki kihelyezett tagozaton beindította a gordonkaoktatást.
A Fővárosi Zeneiskolai Szervezet decentralizálása után a Budapest Főváros XXII. kerületi tanács őt bízta meg a zeneiskola megszervezésével. Ennek megalapítására 1970. május 6-án került sor s első igazgatójává Nemes Lászlót nevezték ki. Az intézmény beindulásával majd fokozatos fejlődésével az addig a fővárosra jellemző zongora centrikus oktatással szemben egy korszerű szemléletű széles struktúrájú intézményt hozott létre, melyhez fiatal ambiciózus tanárokat vett maga mellé, akik úgy az oktatásban, mint a módszerekben csatlakoztak az igazgató terveinek megvalósításához.
Az Magyar Zeneiskolák Szövetsége Nemes László elnöksége alatt 1992-től a Fővárosi Pedagógiai Intézettel összefogva beindította az első években a zenepedagógusok, majd a többi művészeti területen oktató pedagógusok részére is a széles körű pedagógus továbbképzési programot.
1993-tól 2001-ig Nemes László volt a Budapesti Műszaki Egyetem Közoktatási Vezetőképzőn a zene- és művészetoktatási igazgatók szakmai gyakorlatvezető igazgatója.
Ugyancsak Nemes László vezette a művészetoktatás területén tevékenykedő közoktatási szakértők továbbképzésén a gyakorlati foglalkozásokat, előadásokat. Ö maga is közoktatási szakértőként számos intézmény ellenőrzésében, minősítésében vett részt.
1991-től Nemes László vezetésével kerültek megrendezésre a Művészeti Nevelési Kongresszusok, a nevelési, pedagógiai, módszertani kérdések megtárgyalására, a nevelés-oktatás hazai és nemzetközi eredményeinek megismerésére, a magyar művészetoktatás helyzetének elemzésére, a problémák feltárására.

#### Fesztiválok, találkozók, kulturális élet
A Budafoki Zeneiskola gyors fejlődését nagymértékben elősegítették a XXII. Kerületi székhelyű Kertészeti Kutatóintézet jóvoltából megszervezett fertődi nyári tehetséggondozó táborok Nemes László szervezésében és vezetésével, melyeknek intenzív foglalkozásai, a mindennapos gyakorlások, próbák, hangverseny lehetőségek több hónapos pedagógiai munkával értek fel.
A zeneiskolai vezető- és szervezőmunka mellett beindította a Nagytétényi Kastélymúzeumban a Fővárosi Zeneiskolák Fórumát melynek keretében bemutatkozhattak a fővárosi kerületi zeneiskolák.
Nemes László kezdeményezésére került megrendezésre a Tétény-Promontor Kulturális Napok, melynek 1989-ig művészeti vezetője, és egyik szervezője volt. Ugyancsak a zeneiskola közreműködésével valósultak meg a Magyar Rádióval közösen a Vasárnapi Kamarakoncertek.
1992-ben a Magyar Zeneiskolák Szövetsége, az Abonyi Zeneiskolával és Önkormányzattal közösen rendezte meg az I. Falusi Zeneiskolák találkozóját és fesztiválját, amely a falun élő gyermekek művészeti tanulását volt hivatott elősegíteni.
1995-ben Magyarországon került megrendezésre az MZMSZ szervezésében, Nemes László irányításával a IV. Európai Ifjúsági Zenei Fesztivál, amelyen 29 ország 11 ezer muzsikus fiatalja, 370 zenei együttese vett részt.
A millennium évében került megrendezésre az I. Összművészeti Fesztivál, ezt követően évenként megrendezésre kerül a Magyar Művészetoktatás Napja.

#### Zenei, pedagógiai szervezet
Nemes László kezdeményezésére 1990. március 14-én megalakult az ekkor már Nádasdy Kálmán Művészeti Iskolában a Magyar Zeneiskolák Szövetsége, amelynek elnöki tisztségét 2002-ig töltötte be. A szövetségnek köszönhetően indult be az átfogó művészetpedagógiai élet, amely mozgósította az igazgatókat, zenepedagógusokat, tartalmi megújulásra, később az alapfokú művészeti iskolák tevékenységének a művészeti nevelés fontosságának a magyar közoktatásban történő elismertetésére.

#### Egyéb
1964-ben megalapította a budafoki kerületi Ifjú Zenebarátok Klubját.
Az 1970-es évek végén megszervezte a zeneiskola első nemzetközi kapcsolatait pozsonyi és dániai zeneiskolákkal.

### Oktatáspolitikai tevékenység
1977-78-ban Nemes László külső szakértőként a Művelődési Minisztérium Művészetoktatási Osztályának felkérésére elkészítette az első zeneiskolai rendtartás tervezetét, mely később az 1985-ös Oktatási Törvény végrehajtási utasításának alapját képezte, és ami nagyban hozzájárult, hogy a zeneiskolák működése a magyar közoktatás szerves, integrált részévé váljon.
E munkát folytatva az Országos Pedagógiai Intézet munkatársaként az 1980-as évek elején aktívan részt vett a zeneiskolai tantervek létrehozásában, majd 1985-ig a zeneművészeti szakközépiskolák tantárgygondozója volt. Tevékeny szerepet vállalt a zeneművészeti szakközépiskolai tanulmányi versenyrendszer kialakításában.
1980-ban, iskolavezetői munkája részeként nagy jelentőségű pedagógiai kísérletet indított el, amely elsőként az országban, megalapozta a társművészeti oktatást a zenei tanszakok mellett. A hat éven át folyó kísérletet az oktatási és művelődési minisztérium eredményesnek és sikeresnek nyilvánította, így a XXII. kerületi zeneiskola hivatalosan is művészeti iskolává minősült át és ezzel Magyarországon egy új iskolatípus jött létre. A művészeti oktatás bevezetése mellett a zeneoktatás népzenei tanszakokkal és jazz-tanszakokkal bővült.
Magyar Zeneiskolák Szövetsége elnökeként kiemelkedő szerepet vállalt az 1993. évi közoktatásról szóló törvény zene- és művészeti iskolákra vonatkozó véleményező és kodifikációs munkájában, a 11/1994. a közoktatási intézmények működését meghatározó miniszteri rendelet véleményezésében, majd az alapfokú művészetoktatás tantervi munkálataiban való közreműködésében.

## Kitüntetések
- Budapest Művészeti Díj – 1979
- Kiváló Tanár – 1985
- Apáczai Csere János-díj – 1995
- Köztársasági Érdemrend Arany fokozat – 1996
- Budafok-Tétény Budapest XXII. kerület Díszpolgára – 1996
- Budapestért díj – 1999
- Artisjus Zenepedagógiai Díj – 2007
- Magyar Művészetoktatásért Díj – 2009
- Eötvös József-díj – 2012
- A Magyar Érdemrend lovagkeresztje – 2015